# Дом Уиллитса
Дом Уиллитса — дом, построенный в 1901 годах по проекту американского архитектора Фрэнка Ллойда Райта в Хайленд-Парк (Иллинойс). Спроектированный в 1901 году, дом Уиллица стал одним из первых великих домов школы прерий. Одной из наиболее интересных особенностей дома является способность Райта органично сочетать архитектуру с природой. План представляет собой крестообразный крест с четырьмя крыльями, выходящими из центрального камина. Помимо витражей и деревянных ширм, разделяющих комнаты, Райт также разработал мебель для дома. 24 ноября 1980 года дом добавили в Национальный реестр исторических мест США.

## Происхождение
Дом Уиллитса один из первых домов Райта в стиле школы прерий и является кульминацией периода экспериментов, которыми Райт занимался в предыдущие несколько лет. Этот дом был спроектирован для Уорда Уинфилда Уиллитса (Ward Winfield Willits) в 1901 году, который тогда был вице-президентом латунного завода Adams and Westlake Company, президентом которого он позже стал. Орландо Гианнини (Orlando Giannini), который в то время работал у Уиллитса, познакомил Райта с Уиллитсом и возможно был ответственным за создание этого дома. Райт был известен тем, что преодолел разрыв между архитектурой и природой, что делает этот дом очаровательным, поскольку он является полным выражением интереса Райта к воссоединению с природой и равного интереса Райта к японской архитектуре и голландскому художественному движению, которое возникло одновременно.

## Дизайн
Дом Уиллитса — первый дом в истинном стиле школы прерий, знаменующий собой полное развитие конструкции Райта с деревянным каркасом и лепниной. Хотя дом Уиллитса двухэтажный, он имеет более сложную форму и состоит из прямоугольного центрального помещения и прямоугольного крыла, выступающего с каждой стороны этого пространства. Это стандартная конструктивная особенность большинства домов в стиле прерий, помимо низких крыш, элементов, идущих параллельно земле и выходящих за пределы каркаса дома. Райт использовал крестообразный план, в котором внутреннее пространство обтекало центральную часть дымохода и простиралось наружу на крытые веранды и открытые террасы. План дома выполнен в стиле ветряной мельницы, как видно из четырех крыльев, отходящих от камина в центральном ядре, и движения каждого крыла по диагональной линии. Во втором крыле находится большая гостиная с высокими окнами и обнесённая стеной терраса. Столовая, расширенная большим крыльцом, занимает третье крыло; четвёртый, расположенный в задней части дома, содержит кухню и помещения для прислуги. Райт использует диагонали в нескольких других местах своего дизайна: в столовой есть носообразный концевой отсек иеще один выступ в форме носа, приемная имеет такой же пролет в форме носа, светильник из художественного стекла над входной лестницей повернут на 45 градусов, снова подчеркивая диагональ, а завершающие опоры въездной арки смещены от торцевой стены на 45 градусов.
На первом этаже находятся гостиная с видом на улицу, столовая, кухня, кладовая, помещения для прислуги, приемная, портик, веранда и терраса. На первом этаже также есть несколько каминов, сгруппированных вместе. Вокруг центрального камина расположены прихожая, гостиная, столовая и кухня. Одной из главных особенностей дома была архитектура, вынесенная наружу. На втором этаже дома есть пять спален, швейная комната и библиотека над южным входом. Вместо того, чтобы продолжить западную спальню (прямо над гостиной) на всю ширину крыла, Райт оставил место для боковых крыльцов и урн второго этажа.
Дом Уиллитса считался домом в стиле развлечений. Использование романской арки у входа сделало акцент на горизонтали, как это видно на низких крышах крыла столовой и портика, как и использование различных материалов отделки в верхней части дома. Когда свет падает на эту область, крыша кажется парящей и отображает очень глубокие и темные тени. Ещё одной уникальной особенностью этого дома является то, что Райт спроектировал всё и внутри дома, начиная от мебели и заканчивая осветительными приборами.

## Отношения архитектор-клиент

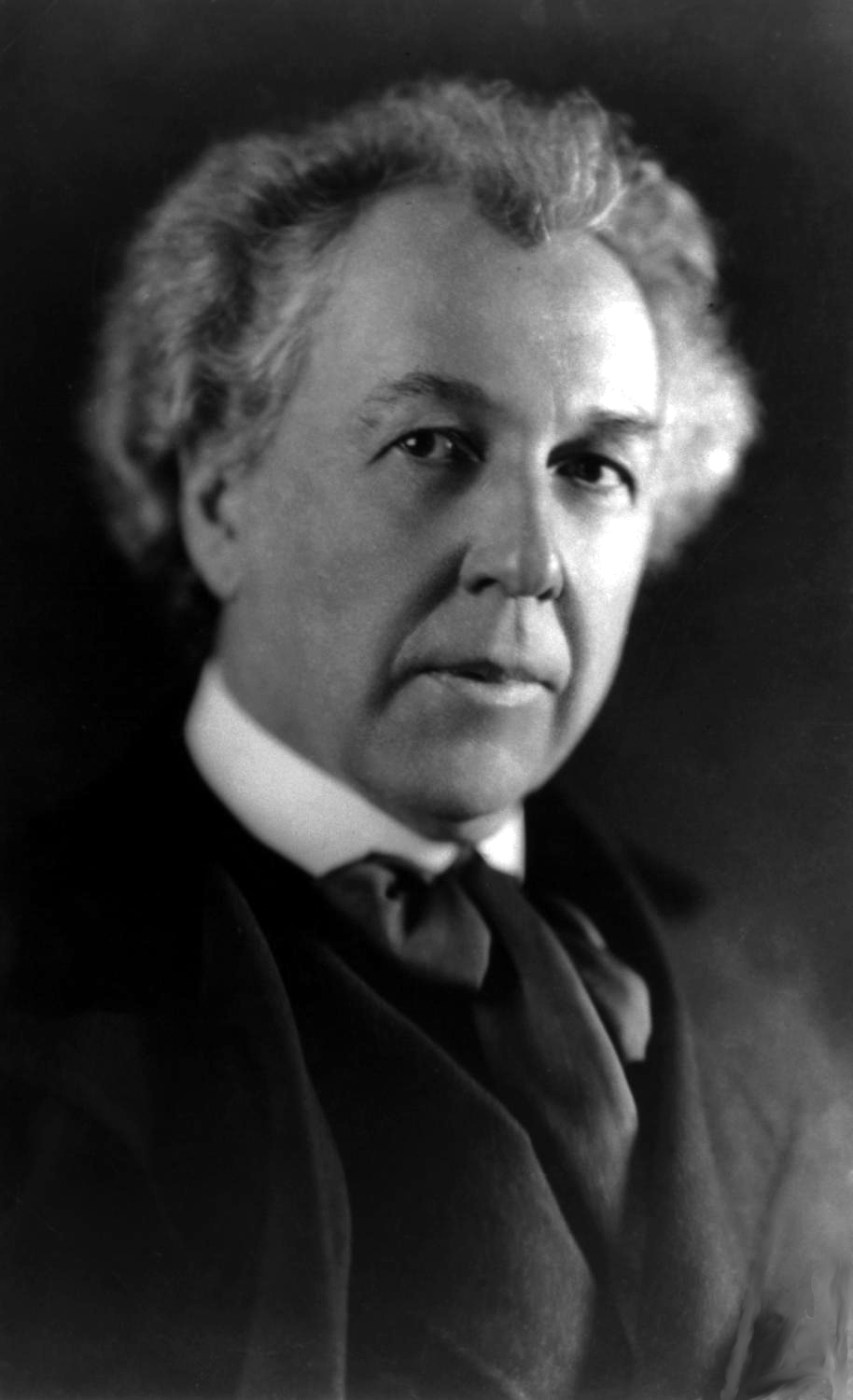
Фрэнк Ллойд Райт

Благодаря архитектурному опыту Райта и вкладу компании Уиллитса во многие архитектурные проекты, Райт подружился с семьёй Уиллитсов. Клиент и архитектор продолжили свои отношения после завершения строительства дома, а Уиллитс и его жена сопровождали Фрэнка Ллойда Райта и его первую жену Кэтрин (Тобин) Райт (Catherine "Kitty" (Tobin) Wright) в поездке в Японию в 1905 году. Поездка прошла хорошо и стала для Райта первой; однако отношения с клиентом не смогли выдержать трудностей, возникших при работе архитектора. Клиенты были богаты и имели достаточно денег, чтобы построить дом, но было много не оплаченных кредитов. Тем не менее, Уорд Уиллитс много лет провёл со своей женой в этом доме и жил там до своей смерти в 1950 году.

## После 1954 года
Дом был куплен в 1983 году, и новый владелец начал ремонт. Новый владельцы сосредоточились на том, чтобы вернуть здание к моменту времени, примерно 1909 года, и позаботились о том, чтобы сохранить уникальные черты Райта во всём доме. Реставрация получила превосходные оценки и в 2000 году удостоилась премии фонда Драйхауса за сохранение культурного наследияд . Дом является популярной достопримечательностью для тех, кто хочет увидеть пример архитектуры Фрэнка Ллойда Райта. «Тур по северному берегу» изучает северные пригороды Чикаго вдоль озера Мичиган, чтобы составить маршрут для желающих увидеть дюжину домов Фрэнка Ллойда Райта, включая дом Уиллитса.